# Districtul Ntchisi
Ntchisi este un district  în   statul Malawi. Reședința sa este orașul Ntchisi.